# Kausen (Großmaischeid)
Kausen ist ein Ortsteil von Großmaischeid im Landkreis Neuwied im nördlichen Rheinland-Pfalz.

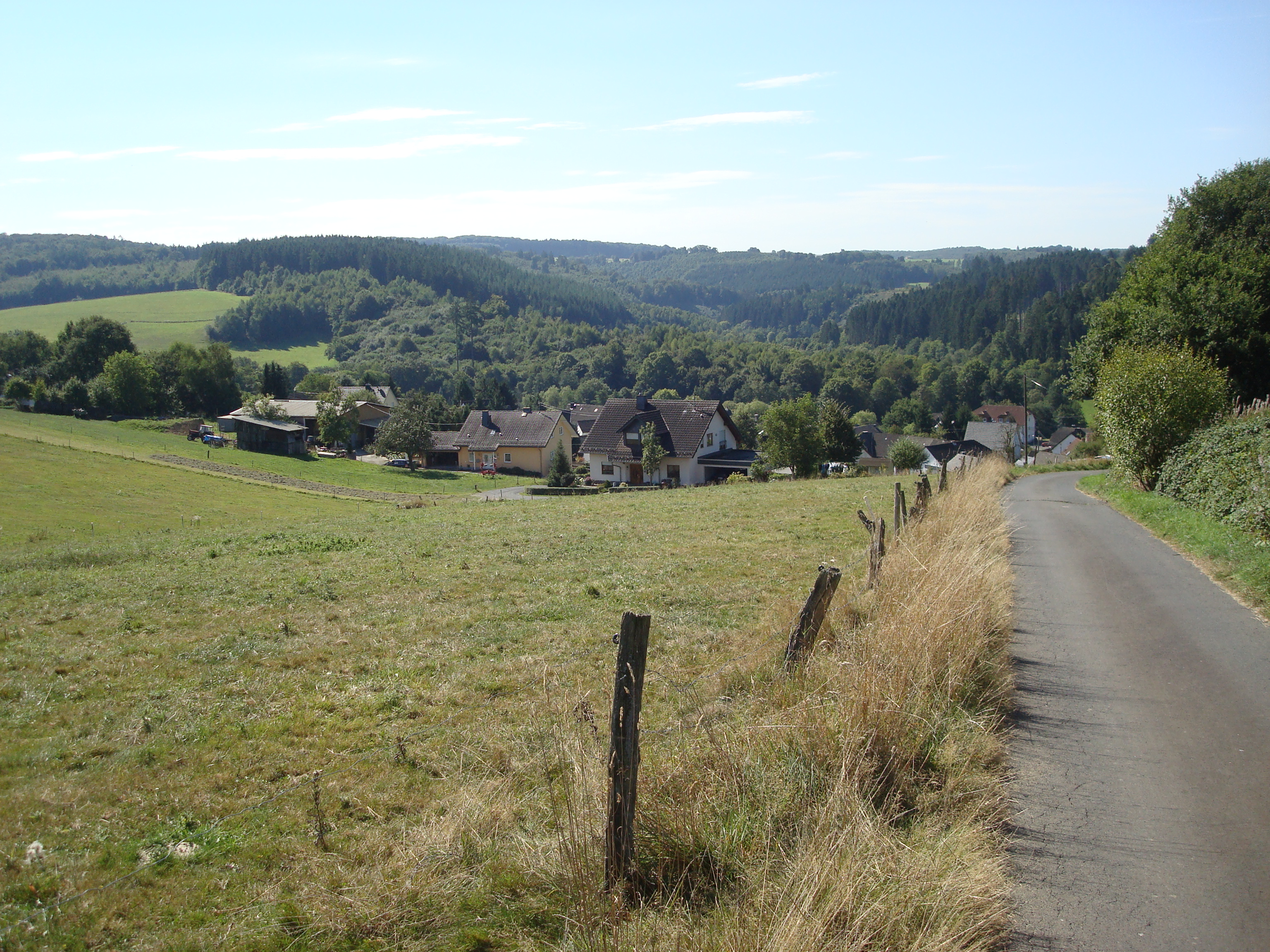
Kausen, Panorama (2013)

## Lage
Kausen liegt im Westerwald im nördlichen Rheinland-Pfalz im Landkreis Neuwied, etwa zwei Kilometer südöstlich des Hauptortes Großmaischeid.

## Geschichte
Vor der Besiedlung war das Gelände des heutigen Ortsteils eine bewaldete Naturlandschaft, die wahrscheinlich in der Zeit zwischen 850 und 1300 n. Chr. gerodet wurde.
Die erste urkundliche Erwähnung erfolgte im Mai 1372. Wie Großmaischeid, so gehörte auch Kausen bis zum Jahr 1664 zur Herrschaft Nieder-Isenburg.

## Eingemeindung
Im Rahmen der mit Wirkung vom 17. März 1974 ausgeführten Gebietsreform in Rheinland-Pfalz wurde die bis dahin selbstständige Gemeinde Kausen in die Ortsgemeinde Großmaischeid eingegliedert. Zu diesem Zeitpunkt hatte Kausen 270 Einwohner.

## Politik

### Ortsbezirk
Der Ortsteil Kausen ist gemäß Hauptsatzung der einzige Ortsbezirk der Ortsgemeinde Großmaischeid.
Der Ortsbeirat in Kausen besteht aus sechs Mitgliedern und dem ehrenamtlichen Ortsvorsteher als Vorsitzendem.
André Müller ist seit dem 14. Dezember 2021 Ortsvorsteher von Kausen.
Müllers Vorgänger waren Klaus Kern (2019–2021), Detlef Roth (SPD, 2014–2019), Hans-Toni Günster (CDU, 2004–2014) und Günter Buhr (CDU, 1989–2004), Willi Roth (bis 1989), Ignaz Böhm (ab 1974).
Der letzte Bürgermeister Kausens, bis zur Eingemeindung im Jahr 1974, war Anton Lahr.

## Kultur

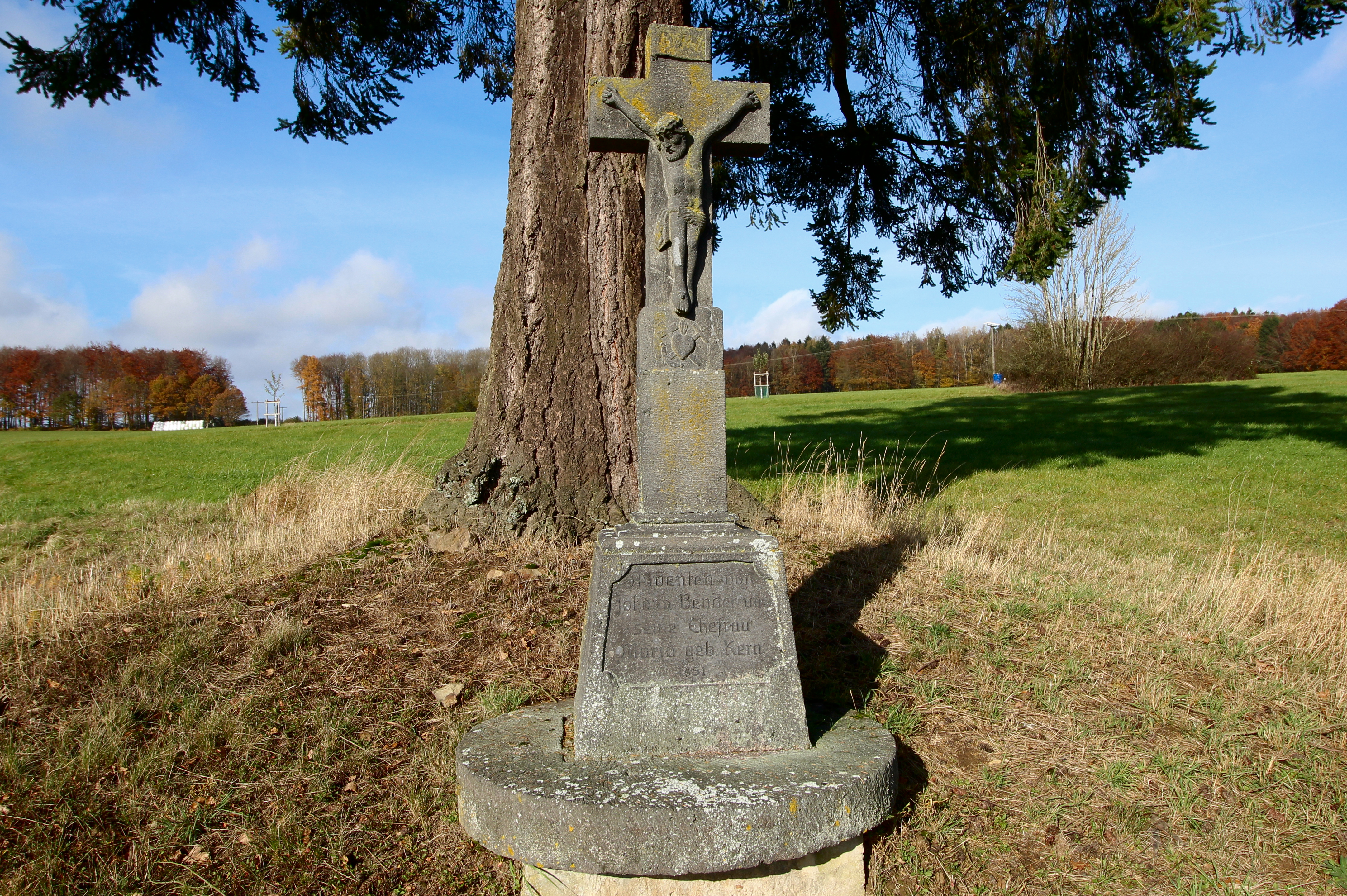
Das Wegekreuz von 1851

In der Denkmalliste des Landes Rheinland-Pfalz (Stand: 5. Juni 2018) sind folgende Kulturdenkmäler des Ortsteils genannt:
- Fachwerk-Quereinhaus: teilweise massiv, 18. Jahrhundert, Hohlstrasse 8
- Wegekreuz: Schaftkreuz, Basalt, bezeichnet 1851, westlich oberhalb der Ortslage an der Straße K 117 nach Großmaischeid

## Verkehr und Infrastruktur
Kausen wird durch die nach Nordwesten führende Kreisstraße 117 an den Hauptort Großmaischeid angebunden, die Kreisstraße 118 führt in nördlicher Richtung nach Stebach. Die im Süden von Kausen vorbeilaufende Landesstraße 304 verbindet Isenburg mit Wittgert und Ellenhausen.